# Het Goede Doel
Het Goede Doel es un grupo de pop neerlandés fundado en el año 1979 en la ciudad de Utrecht y que en los inicios de la década de los noventa ya se encontraba activo. En el año 2001 se vuelve a unificar la banda, y después en 2007, se vuelve a conformar manteniendo su actividad en la actualidad. 
Sus sencillos musicales más conocidos son: België, Vriendschap y Gijzelaar.

## Historia
Het Goede Doel lanza su primera canción denominada como het leven en el año 1982. La canción no tuvo el impacto esperado pero ayudó a que el grupo musical fuera conocido. En septiembre del mismo año, el sencillo Gijzelaar logra ser un éxito. En 1983, België (is er leven op Pluto...?) figuró en el puesto 82 del top 100. Luego lanzan el álbum Tempo Doeloe y la canción Eenvoud es posicionada en el quinto lugar en el Nationale Hitparade y en el decimoprimer lugar en el Top 40 de los Países Bajos. También ganaron el premio Zilveren Haarp en ese mismo año.

## Formación
La formación de la banda está compuesta por:
- Henk Westbroek - vocalista
- Henk Temming - vocales, teclados
- Geert Keysers - teclados
- Hans van den Hurk - batería
- Joost Vergoossen - guitarra
- Peter Hermesdorf - saxofón
- Richard Ritterbeeks - guitarra bajo

### Exmiembros
- Sander van Herk - guitarra
- Stephan Wienjus - guitarra bajo
- Ab Tamboer - batería
- Marjolein Spijkers - vocales
- Valerie Koolemans Beijnen - vocales
- Carmen Gomes - vocales
- Hans Boosman - batería
- Ronald Jongeneel - teclados
- Dennis Ringeling - guitarra bajo
- René Meister - teclados
- Ron Visser - batería
- Toni Peroni - batería
- Gerbrand Westveen - saxofón, teclados, lírica

## Discografía
Su discografía es la que viene a continuación: 
- België (1982)
- Tempo doeloe (1983)
- Mooi en onverslijtbaar (1986)
- Live!!! (1987)
- Iedereen is anders volgens het Goede Doel (1988)
- Souvenir (1989)
- Het beste van het Goede Doel (1991)
- Geef de mensen wat ze willen (2001)
- Gekkenwerk (2008)
- Liefdewerk (2011)